# Lake Koitiata
Der Lake Kiotiata ist ein See im Rangitikei District der Region Manawatū-Whanganui auf der Nordinsel von Neuseeland.

## Geographie
Der Lake Kiotiata befindet sich rund 15,5 km westsüdwestlich von Marton und rund 1,9 km von der Westküste entfernt. Der Santoft Forest, an dessen östlicher Seite der Lake Kiotiata liegt, trennt den See von der Tasmansee. Mit einer Flächenausdehnung von 11,5 Hektar erstreckt sich der See über eine Länge von rund 645 m in Nordwest-Südost-Richtung und misst an seiner breitesten Stelle rund 325 m. Die Uferlinie des Sees bemisst sich auf rund 2 km.
Der Zu- und Abfluss des Sees sind unbenannt. Der kleine Abfluss schlängelt sich über eine Strecke von rund 3,2 km in Richtung der Tasmansee.